# Rodney McKay
Rodney McKay, właśc. Meredith Rodney McKay (ur. 1968) – fikcyjna postać reprezentująca świat nauki w serialu Stargate: Atlantis, grana przez Davida Hewletta; astrofizyk.
Jako dziecko chciał być pianistą, ale jego nauczyciel wprost powiedział mu, że nie ma poczucia piękna. Uciekł on do nauki, myśląc, że to dobra ucieczka od tego, co wcześniej robił, ale odkrył, że to też sztuka. Stacjonował w strefie 51 i figurował na liście płac Sił Powietrznych. Pracował na modelu komputerowym wrót z Antarktydy. Pierwszy raz okazję do zobaczenia wrót miał w 2001 roku podczas kryzysu utknięcia Teal’ca we wrotach. Wtedy to został przedstawiony Sam Carter i korzystał on z tego kryzysu do zaistnienia. Jednak jego podejście, które zakładało, że Teal’c już nie żyje, nikomu w SGC, a tym bardziej SG-1, się nie podobało. Po tym wydarzeniu został wysłany do Rosji, by nadzorować projekt ich nowego reaktora naquadah. Powrócił ponownie podczas ataku Anubisa przez wrota, by pomóc rozwiązać problem. Jednak jego pierwsza analiza problemu więcej wyrządziła szkód niż korzyści. Mimo to udowodnił podczas drugiej próby swoją przydatność, co też major Carter doceniła.
Nowym etapem dla MacKaya było przydzielenie go do ekipy naukowców pracujących pod rozkazy doktor Weir w placówce Pradawnych na Antarktydzie. MacKay został głównym ekspertem od technologii Pradawnych, którego wiedza podczas misji na Atlantis była coraz bardziej pogłębiana. Do ekspedycji dołączył z pewnym wyrazem grymasu na twarzy, ponieważ po raz pierwszy musiał przejść przez wrota i radzić sobie z sytuacją w terenie. Niewątpliwie zmieniło to jego charakter, ale mimo to dalej jest nieraz bezczelnie szczery i bezpośredni w przekazywaniu swojego często podkreślające złe aspekty sytuacji poglądu. Jako pierwszy poddał się wynalezionej przez doktora Beckett’a terapii genowej, dzięki której uzyskał możliwość korzystania z technologii pradawnych.
Rodney McKay wystąpił również w kilku odcinkach Stargate SG-1: 48 Hours, Redemption 1, Redemption 2, The Pegasus Project, The Road Not Taken.